# Vike minnesgård
Vike minnesgård är en gotländsk strandgård i Boge socken.
Vike minnesgård är idag hembygdsgård, byggnadsminne och ett museum. Den är en gård av 1700-talstyp och är i huvudsak i skick från 1830-talet. Vike gård från 1600-talet delades under 1700-talet upp i flera parter, och efter storskiftet 1828-31
en av de tre gårdarna i byn Vike till Vike minnesgård nuvarande tomt. Laga skifte förrättades 1879 och byn bestod då av fyra gårdar. 1950 styckades Vike minnesgårds tomt i två hälfter, varav den ena såldes till Lars-Gunnar Romell.
Lars-Gunnar Romell, som sedan barndomen sommartid vistats på Gotland på en gård i Tjälders, Boge socken, en gård han senare kom att överta. I samband med att de gamla ägarna syskonen Wedin avled 1950 och gården styckades och såldes av, köpte Romell gården och började med att återställa den i sitt ursprungliga skick, såsom han mindes gårdarnas utseende från sin barndoms Gotland. Förutom restaurering flyttade han hit en fårrådsbod från Halls socken och en fiskebod från Gothems socken som placerades nere vid Vikeåns mynning.
Gårdsplanen är uppdelad i två delar med en stenmur emellan, en bostadsgård (lillgården) och en fägård (storgården). Manbyggnaden i sten uppfördes 1833 och är en parstuga med faltak. I vinkel mot den ligger en flygel med bryggstuga med bakugn och en torkanordning för kött, samt en drängkammare. Flertalet övriga byggnader som grupperas storgården är från 1700- och 1800-talen. Ladugårdslängan, 28 meter lång, uppförd 1828 i skiftverksteknik och med agtak, har lider, stall, foderrum och trösklada. Fähusdelen i vinkel till huvudbyggnaden och sammanbyggd med en vagnbod, är från omkring 1860.
Utanför gårdsgrupperingen finns en gårdssmedja 100 meter bort och ett par fiskebodar vid stranden.
Vike minnesgård drivs av Stiftelsen Vike Minnesgård.
| ”                        | Wijkers är ett 1/2 hemman om 6 marckeleij, hafuer åker till 18 tunneland, äng till 36 mans slätt, aagh i Wijkamyyr, trädgårdh af een deehl apell- och päronträdh, humlegårdh till 100 stänger, 1 haga till 1 häst, sågh, och mjöhlqwarn och walcka i Wijkersåå, tarfweligh skough och fiskie i Bogewijk och strömmar. Bruckas af Thomas Olsson hwilken hafwer ärfdt gården affter sine föräldrar. | „ |
| – Revisionsbok från 1653 | |   |